# Corridoio Betico

Ricostruzione della paleogeografia tra il Mar Mediterraneo e l'Oceano Atlantico intorno alla metà del Miocene. In rosso l'attuale linea costiera; S = Bacino di Sorbas, Spagna; R = Corridoio Rifeano; B = Corridoio Betico; G = Stretto di Gibilterra; M = Mar Mediterraneo

Il corridoio Betico, o stretto Betico del nord, era uno stretto di mare che metteva in comunicazione il Mar Mediterraneo con l'Oceano Atlantico e che un tempo separava la placca iberica dalla placca euroasiatica, attraverso la Cordigliera Betica.
La sua chiusura, avvenuta circa 5,96 milioni di anni fa nel corso del periodo Messiniano del Miocene, portò alla crisi di salinità del Messiniano, un periodo in cui il Mediterraneo evaporò quasi completamente.

## Geologia
Le facies delle rocce del corridoio Betico consistono di carbonati bioclastici e conglomerati misti siliciclastici-carbonatici presenti nei depositi di delta fluviale.
I depositi betici mostrano imponenti strutture scanalate intersecantesi con canali singoli di altezza fino a 5 m, orientati in direzione est negli affioramenti più orientali. Negli affioramenti centrali raggiungono altezze di 15 m e lunghezze di qualche decina di metri con orientamento sia in verso est che verso ovest. Gli affioramenti più occidentali mostrano le più grandi strutture intrecciate, con altezze fino a 20 m e lunghezze di alcune centinaia di metri, tutte orientate in direzione ovest.
L'intreccio su grande scala è stato generato dalla migrazione di grandi dune spostate dalle maree. Si ritiene che le più grandi strutture si siano formate a una profondità di 90 m. Le stime sulla profondità indicano che il corridoio Betico aveva acque più basse dal lato Mediterraneo, mentre le profondità aumentavano andando in direzione dell'Atlantico.
Nel Miocene, l'evoluzione che portò alla formazione del corridoio Betico può essere divisa in una serie di fasi. La paleogeografia si è evoluta da una piattaforma orientata a sud posta a margine di un rilievo nordorientale, a un ampio passaggio marino limitato da una piattaforma meridionale, e finalmente a uno stretto dominato dalle maree. La chiusura del corridoio Betico è evidenziata dalla presenza di sedimenti lagunari di silt coperti da uno strato di stromatoliti al di sopra del quale, negli affioramenti più occidentali, è presente un suolo rosso.